# Distúrbios na Guiné em 2013
Os distúrbios na Guiné em 2013 referem-se a duas ondas de violência na Guiné ocorridas em 2013: a primeira entre fevereiro e março e outra em julho.
Nove civis morreram na violência política na Guiné em fevereiro de 2013, depois que os manifestantes tomaram as ruas para expressar suas preocupações sobre a transparência das eleições de 2013. As manifestações foram alimentadas pela decisão da coalizão da oposição de se retirar do processo eleitoral em protesto pela falta de transparência nos preparativos para a eleição. Nove pessoas foram mortas durante os protestos no início de 2013, enquanto cerca de 220 ficaram feridas e muitas das mortes e dos ferimentos foram causados por forças de segurança usando armas de fogo nos manifestantes.
Em julho de 2013 houve combates etno-religiosos entre os povos fulas (também Kpelles ou Guerze) e malinkes (também Konianke), sendo que os últimos constituíam a base do apoio ao presidente Alpha Condé, enquanto que os primeiros constituíam principalmente a oposição. A violência de julho deixou 98 mortos.

## Antecedentes
O período preparatório para a eleição de setembro de 2013 foi repleto de controvérsias, com o processo sendo adiado quatro vezes até 12 de maio ser acordado como a data de votação. A pesquisa parlamentar tinha sido originalmente agendada para 2011, mas foi adiada quatro vezes até 12 de maio. A eleição marcada para 12 de maio pretendia ser o último passo para a transição do país para um governo civil depois de dois anos sob uma violenta junta do exército após a morte do líder Lansana Conte em 2008, porém seria novamente adiada até setembro.
Em setembro de 2012, houve muitas queixas sobre a detenção arbitrária pelo governo de partidários da oposição que protestavam, cem dos quais foram detidos naquele mês. Isto levou a demissão de dois ministros da oposição guineense. O presidente da comissão de eleição nacional da Guiné, Louceny Camara, também foi forçado a renunciar após numerosas demandas por sua demissão; Camara era visto como um aliado entusiástico do presidente Condé e foi acusado de ajudar a manipular as pesquisas legislativas em favor do mesmo. Além disso, os partidos oposicionistas guineenses anunciaram que deixariam de participar do Conselho Nacional de Transição, que atuava como um parlamento interino, e também boicotariam a comissão eleitoral nacional.
A principal causa dos protestos políticos foi a decisão da coalizão da oposição guineense de se retirar do processo eleitoral em 24 de fevereiro, seguido de um apelo aos cidadãos para organizar protestos a nível nacional. Esta decisão foi provocada em parte pela aprovação da Comissão Nacional Eleitoral da empresa de software sul-africana Waymark Infotech para compilar uma nova lista de eleitores registrados para as eleições. A oposição argumentou que a empresa estava "aberta a fraude eleitoral", uma vez que foi escolhida pelo partido no poder e possuia uma história de discrepâncias em eleições não apenas na Guiné, mas também em outras eleições africanas. Em setembro de 2012, milhares de guineenses marcharam em Conacri em protesto contra a Waymark sendo dispersos pela polícia com gás lacrimogêneo.
Os nativos Guerze são na sua maioria cristãos ou animistas, enquanto que os koniankes são imigrantes mais recentes para a região sendo muçulmanos e considerados próximos da comunidade étnica mandingo da Libéria. Os primeiros são considerados favoráveis ao presidente da Libéria, [Charles Taylor, enquanto os últimos lutam com os rebeldes contra o governo na guerra civil liberiana.

## Protesto e violência
Os protestos começaram em 27 de fevereiro de 2013, depois que a coalizão oposicionista começou a encorajar e organizar protestos na capital, Conacri. Milhares de apoiantes da oposição foram às ruas e confrontos eclodiram entre os jovens que atiravam pedras e as forças de segurança armadas com cassetetes, armas e granadas de gás lacrimogêneo. Cerca de 130 pessoas ficaram feridas no primeiro dia, incluindo 68 policiais. Policiais com equipamentos anti-motim foram dispostos nos redutos da oposição na capital no dia seguinte, com a primeira morte relatada naquele dia. Na sexta-feira, começaram os confrontos étnicos, com os fulas pró-oposição e os malinkes pró-governo lutando com facas e porretes nas ruas da capital.
A violência se agravou no fim de semana depois que um adolescente foi baleado por soldados que abriram fogo indiscriminadamente em uma rua com manifestantes em Conacri, ferindo vários outros. O jovem de quinze anos estaria a caminho para comprar pão quando foi baleado à queima-roupa, juntamente com outros treze que supostamente não protestavam, de acordo com uma testemunha. Mais duas mortes relatadas nesse fim de semana também foram causadas por tiros.
Em 4 de março, a violência não mostrou sinais de enfraquecimento, com novos confrontos entre manifestantes e forças de segurança governamentais que conduziriam a mais mortos e feridos durante tiroteios, elevando o número de mortos para cinco pessoas. A violência também se espalhou para outra cidade, Labé, uma região conhecida por sua fidelidade ao líder da oposição, Cellou Dalein Diallo, a 450 km da capital. Na terça-feira, duas estações de rádio privadas, Planet FM e Renaissance FM, foram atacadas durante a violência, num incidente condenado pela Federação Internacional de Jornalistas.
Os tiros foram disparados em partes do estúdio de gravação do Planet FM, enquanto um líder da oposição estava sendo entrevistado, ao passo que outros atos de violência visaram as instalações do Renaissance FM durante a noite. Ninguém reivindicou qualquer responsabilidade pelos ataques. Na quarta-feira, 6 de março, o número de mortos atingiu oito pessoas depois de mais duas mortes no dia anterior, e a violência teria alcançando mais cidades no interior do país.
Várias semanas após a violência inicial, também se materializaram relatos de violência contra outra estação de rádio, Lynx FM, com jornalistas revelando que os partidários do partido governista ameaçaram uma repórter da estação em 27 de fevereiro. Os militantes supostamente a chamaram de espiã e ameaçaram atacá-la com o argumento de que pertencia ao grupo étnico fula, e logo depois, ela se viu forçada a fugir com um colega de uma violenta multidão de apedrejadores. Uma terceira repórter da Lynx FM, Asmaou Diallo, foi agredida por desconhecidos fora do escritório apesar de usar um colete de imprensa. Ela afirmou que os atacantes a esbofetearam depois que alguém disse que ela era uma "jornalista da oposição".
Mais a tensão ocorreria na semana após os motins, quando milhares de partidários da oposição marcharam em Conacri para acompanhar os funerais das nove pessoas que morreram durante os protestos. O ex-primeiro-ministro Celou Dalein Diallo, agora líder da oposição, deu um discurso no evento, pedindo solidariedade e unidade após uma semana de violência. Apesar dos protestos pacíficos, forças de segurança dispararam tiros de advertência e gás lacrimogêneo para dispersar a multidão, com um morador alegando que tiros ainda seriam ouvidos mesmo após as multidões se retirarem.

### Confrontos renovados (julho de 2013)
Na região florestal do sul, os guardas de segurança de um posto de gasolina da tribo Guerze em Koulé espancaram até a morte um jovem Konianke que acusaram de roubo em 15 de julho. Posteriormente combates se alastrariam para a capital provincial Nzérékoré resultando em oitenta pessoas feridas e várias casas destruídas. Embora as forças de segurança fossem mobilizadas para acabar com os combates e apesar do prefeito de Nzérékoré Aboubacar Camara Mbop anunciar um toque de recolher, os confrontos continuaram. Pessoas foram atacadas com machetes, machados, paus, pedras e armas de fogo assim como casas e carros foram queimados. O chefe Guerze Molou Holamou Azaly Zogbelemou também estava entre os feridos. O número inicial de mortes foi colocado em dezesseis, porém aumentaria até 17 de julho à medida que os corpos eram recolhidos das ruas e levados para o necrotério, mesmo sem identificação devido à ausência de membros e documentos de identidade. Um médico do hospital onde o necrotério estava localizado declarou que posteriormente todas as vítimas foram identificadas como mortas de ambas as comunidades quer como queimadas vivas ou agredidas até a morte.
Após as implantações de tropas para acabar com três dias de violência, o porta-voz do governo, Damantang Albert Camara, declarou: "Agora estamos fazendo uma triagem para descobrir quem fez o que. Alguns foram presos com machetes ou porretes, mas outros tinham (rifles de caça) e armas militares". Também disse que "hoje estamos com cerca de cem mortos - 76 vítimas em Nzérékoré e outras 22 em Koulé", enquanto pelo menos mais 160 pessoas ficaram feridas. A violência também ocorreu na sequência de um acordo dos partidos políticos oposicionistas para realizar as eleições no dia 24 de setembro após protestos de rua que por vezes resultavam em confrontos étnicos.

## Reação do governo
O presidente Alpha Condé e o governo pediram calma durante toda a violência, entretanto não forneceram um número oficial de mortes à mídia. O governo declarou em 2 de março que iria investigar se as forças de segurança haviam usado munição real contra os civis.
Condé estava na Costa do Marfim no momento dos protestos e regressou para negociar com a oposição. A reunião que discutiria os preparativos para a votação de maio foi boicotada pela maioria da oposição, provocando novos confrontos.
Posteriormente, em 7 de março, o governo guineense cedeu à demanda popular e adiou a data de eleição de 12 de maio "até nova ordem ", com base nas recomendações da Comissão Eleitoral Nacional Independente (CENI). Em um comunicado à imprensa, o primeiro-ministro Mohamed Said Fofana afirmou o compromisso do governo de não poupar esforços para amenizar a tensão política, com promessas de eleições livres e justas.
Em 10 de março, um tribunal guineense ordenou que os líderes da oposição comparecessem em uma audiência programada para 14 de março, na qual seriam questionados por seu papel na organização dos protestos. Um porta-voz do governo disse à Reuters que eles enfrentariam um "processo civil", na sequência do apelo do presidente Condé para que os responsáveis pela violência e pela pilhagem de empresas fossem levados à justiça. O ex-primeiro-ministro Sidya Toure considerou a intimação como um "procedimento ilegal para o que foi uma marcha autorizada" e uma "manipulação da justiça para fins políticos".
O governo guineense também concordou em suspender os preparativos das pesquisas, motivando um acordo da oposição em 15 de março para participar de negociações preliminares para acabar com o impasse sobre as eleições. Dias depois, no entanto, a oposição apelava para um esforço internacional para ajudar a organizar as eleições legislativas, após um "doloroso" diálogo com o governo. O líder da oposição, Cellou Dalein Diallo, culpou o ministro do Interior, Alhassane Condé, pela "desconfiança entre nós e o governo".

## Reação internacional
Em 2 de março, a União Africana anunciou que estava profundamente preocupada com os recentes acontecimentos políticos no país “que degeneraram em confrontos de rua e violência e provocou a perda de vidas e destruição de propriedades”. Seu presidente instou veementemente todas as partes a manterem a calma e se empenharem num diálogo genuíno sobre o caminho a seguir.
Em 5 de março, a União Europeia expressou preocupações sobre a agitação política e exortou todas as partes envolvidas a “mostrar contenção e resolver as diferenças através de um diálogo nacional”.
O escritório de direitos humanos das Nações Unidas e Ban Ki-Moon condenaram a violência na Guiné e pediram às autoridades "para proteger civis e garantir que todas as partes se abstenham de usar a violência para resolver disputas".